# 桶狭間切戸
桶狭間切戸（おけはざまきりと）は、愛知県名古屋市緑区の町名。丁番を持たない単独町名である。住居表示未実施。

## 地理
名古屋市緑区の北西部に位置し、南に野末町、南西に大府市、北に桶狭間清水山、西に清水山と接する。

## 歴史

### 沿革
- 2009年（平成21年）11月7日 - 有松町大字桶狭間字畔道・切戸山・半ノ木・又八山・山脇の一部を編入し、設置[1]。

## 世帯数と人口
2019年（平成31年）3月1日現在の世帯数と人口は以下の通りである。
| 町丁       | 世帯数  | 人口    |
| ---------- | ------- | ------- |
| 桶狭間切戸 | 487世帯 | 1,375人 |

### 人口の変遷
国勢調査による人口の推移
| 2015年（平成27年） | 1,321人 | [ 7 ] |  |

## 学区
市立小・中学校に通う場合、学校等は以下の通りとなる。また、公立高等学校に通う場合の学区は以下の通りとなる。なお、小学校は学校選択制度を導入しておらず、番毎で各学校に指定されている。
| 小学校                                      | 中学校               | 高等学校 |
| ------------------------------------------- | -------------------- | -------- |
| 名古屋市立桶狭間小学校 名古屋市立南陵小学校 | 名古屋市立有松中学校 | 尾張学区 |

## 交通
- 愛知県道243号東海緑線

## その他

### 日本郵便
- 郵便番号 : 458-0922[4]（集配局：緑郵便局[10]）。